# Guerras polaco-suecas
Las guerras polaco-suecas fueron una serie de enfrentamientos militares entre la Mancomunidad polaco-lituana y Suecia. En el sentido más amplio, el término se refiere a las guerras entre 1563 y 1721 aunque sobre todo a las guerras habidas entre 1600 y 1629. En el uso amplio del término, he aquí las guerras:
- el conflicto del siglo XVI a veces denominado guerra de Livonia (1558-1583);
- la guerra contra Segismundo, en 1598;
- la guerra de 1600-1629 (a veces considerada como parte de la guerra de los Treinta Años) que fue interrumpida dos veces por treguas y se puede dividir en:
  - la guerra de 1600-1611;
  - la guerra de 1617-1618;
  - la guerra de 1621-1625;
  - la guerra de 1626-1629;
- los conflictos de la segunda mitad del siglo XVII conocidos como El Diluvio (parte de las Guerras del Norte 1655-1661);
- la Gran guerra del Norte (1700-1721);
- la guerra de la Cuarta Coalición (1806-1807), en la que Polonia, para entonces dividida, estuvo representada por las legiones polacas al servicio de Napoleón;
- la guerra de la Sexta Coalición, en la cual el Ducado de Varsovia era un aliado napoleónico, mientras que el Reino de Suecia era miembro de la coalición antinapoleónica.

## Guerra livonia
La guerra de Livonia de 1558-1583 fue un largo conflicto militar que enfrentó a Dinamarca, Polonia, Suecia y Rusia para controlar la región histórica de Livonia, que corresponde a los actuales países de Estonia y de Letonia.
En la década de 1550, la confederación de Livonia había sido debilitada por la Reforma, mientras que su vecina Moscovia oriental había crecido en poder después de derrotar a los musulmanes Janes de Kazán y Astracán.
El zar ruso Iván IV de Rusia exigió enormes impuestos: cuarenta mil táleros, que la confederación de Livonia tenía que pagar a la Orden de Dorpat. El conflicto termina con la invasión rusa de 1558. Las tropas rusas ocuparon Dorpat y Narva, poniendo sitio a Reval. La meta del zar ruso era tener el acceso vital al mar Báltico.
Esta acción era contraria a los intereses de otros países. En 1561, debilitada la orden de Livonia, ésta se encontraba dispersada por el Tratado de Vilna, mientras que sus tierras fueron asignadas a Lituania (Curlandia), Suecia (Estlandia) y Dinamarca (Ösel). El último Maestre de la orden de Livonia, Gotthard Kettler, se convirtió en el primer gobernante (vasallo) del Estado lituano ducado de Curlandia, más adelante Mancomunidad Polaco-lituana.
Erico XIV de Suecia y Federico II de Dinamarca enviaron tropas para proteger sus nuevos territorios adquiridos. En 1561, el concejo de la ciudad de Reval en Estonia fue entregado a Suecia. Reval se convirtió en el puesto avanzado para otras conquistas suecas en el Báltico oriental. Hacia 1562, Rusia se encontraba en guerra con los reinos de Polonia y de Suecia. Los ejércitos de los zares lograron victorias al principio, tomando Pólotsk (1563) y Pernau (1575) y conquistando mucho territorio de Lituania, hasta llegar a Vilna.
Rechazando ofertas de paz de sus enemigos, el Zar se hallaba en una posición difícil alrededor de 1579, cuando Opríchnina había interrumpido a fondo la economía rusa, mientras que Lituania se había unido con Polonia (1569) y había adquirido un líder enérgico, Esteban I Báthory (1576). Este no solo reconquistó Pólotsk de Batory, sino que también puso el sitio a Pskov (1581-82). En 1581, un ejército de mercenarios de Suecia al mando de Pontus De La Gardie conquistó la ciudad estratégica de Narva.
Finalmente, en 1582, la paz de Yam Zapolski fue firmada entre Rusia y Polonia, renunciando la primera a sus demandas sobre Livonia. El año siguiente se firmó asimismo la paz con Suecia. Según el Tratado de Plussa, Rusia perdía Narva y la costa meridional del golfo de Finlandia, siendo este su único acceso al mar Báltico. La situación se invirtió parcialmente doce años más tarde, según el Tratado de Tyávzino, que acabó en una nueva guerra entre Suecia y Rusia.

## Guerra contra Segismundo
El conflicto entre la Mancomunidad de Polonia-Lituania y Suecia, llamado la «guerra contra Segismundo», se dio porque Segismundo III Vasa, antaño rey de ambos Estados, perdió el trono sueco durante la guerra civil (1597-1599). Algunas tropas de la Mancomunidad participaron en el conflicto, aunque se suele considerar una guerra civil sueca, no parte de las guerras polaco-suecas. Después de un periodo de equilibrio en los enfrentamientos, Segismundo fue vencido en la batalla de Stångebro en 1598, y en 1599, destronado por su tío el duque Carlos y forzado a retirarse a la Mancomunidad. Esto marcó el fin de la unión personal entre Polonia y Suecia.

## Guerra polaco-sueca 1600-1611
De todos modos, incluso después de haber sido destronado, Segismundo no cejó en su empeño de recuperar el trono sueco, y desde entonces la mayoría de sus políticas se vieron encaminadas a conquistar Suecia, pese a que la nobleza de la Mancomunidad tenía poco interés por un conflicto tan largo y sangriento. Segismundo dio inicio a su plan en 1599, cuando confirmó los pacta conventa, documentos que firmó al convertirse en rey de Polonia, que establecían que el territorio sueco de Estonia pasaría a ser de la Mancomunidad. La nobleza polaca, los szlachta, le apoyaron en este conflicto, asumiendo que se limitaría a Estonia solamente, con la esperanza de ganancias en la forma de nuevas tierras e incrementos en las exportaciones de grano a través de los puertos estonios del mar Báltico. Subestimaban además a su oponente, porque Polonia prácticamente no había sido derrotada en batalla en cien años. Por otro lado, la Mancomunidad tenía diez millones de habitantes, diez veces más población que Suecia. Lo que los szlachta no sabían era que la Mancomunidad tenía uno de los ejércitos más pequeños de Europa en relación con sus habitantes, y no podían saber que el ejército sueco estaba bien entrenado y motivado.
Suecia fue capaz de reunir un gran ejército mucha más rápidamente que la Mancomunidad, debido a su gobierno centralizado y la leva obligatoria de los campesinos libres. La Mancomunidad se vio forzada a luchar en dos frentes, ya que sus tropas también debían marchar al sur para librar la Guerra de los Magnates de Moldavia, de modo que los suecos se encontraron en una superioridad de tres a uno. Al comenzar la guerra, pese a que un ejército de la Mancomunidad al mando del Gran Hetman de Lituania Krzysztof Mikołaj "el Rayo" Radziwiłł supo derrotar varias veces a lo suecos en campo abierto, los suecos pronto tomarían el control no sólo de Estonia, sino también el de Livonia. El parlamento polaco-lituano, llamado Sejm, reaccionó incrementando los fondos dedicados al ejército y llamando a las tropas y mandos del frente meridional (considerado menos importante, ya que la mayoría de la guerra se daba fuera de la Mancomunidad) al frente septentrional amenazado.
En 1601, el hetman Jan Karol Chodkiewicz y el kanclerz polaco Jan Zamoyski, reclamado de Moldavia, llegó a Lituania a combatir la invasión sueca, que ahora amenazaba territorios de la misma Polonia. Chodkiewicz y Radziwiłł derrotaron a los suecos en una primera batalla principal en Kokenhusen (Koknese) a principios de 1601. Poco después, Jan Zamoyski, con la moral alta por haber salido victorioso en su campaña en Moldavia, con doce mil hombres y cincuenta piezas de artillería (quince de ellas pesadas). Carlos fue incapaz de lidiar con este ejército y se vio forzado a retirarse, aunque dejó bastantes defensores den las fortalezas capturadas de Livonia. Zamoyski tuvo que sitiar estas fortalezas en lugar de dar caza al rey en retirada, capturando Wolmar (Valmiera) y Fellin (Viljandi, Felin). En 1602, los suecos conservaban únicamente el control de Reval (Tallin, Rewl), Pernau (Pärnu), Parnau, Parnawa), Hapsal (Haapsalu), Hapsalu) y Dorpat (Tartu). Para entonces, Zamoyski, que tenía sesenta años, había caído enfermo y Chodkiewicz se puso al mando sitiando Dorpat. En Wesenburg (Rakvere), derrotó a los refuerzos suecos enviados en ayuda de Dorpat, que pronto se rindió.
Chodkiewicz fue nombrado comandante en jefe de las fuerzas en Lituania después de que Zamoyski volviera al sur en 1602 (Zamoyski no volvería ya a liderar a las tropas, ya que su salud deterioró y murió en 1605). Chodkiewicz, a pesar de los suministros inadecuados y el poco apoyo que el Sejm y el rey Segismundo III Vasa le brindaban, se distinguió en la campaña, capturando fortaleza tras fortaleza y arrebatándole al Duque de Södermanland (luego Carlos IX) Riga (Ryga), aunque Reval, Pernau y Narwa (Narva, Narew) seguirían en manos suecas. En 1604 capturó Dorpat, derrotó en dos ocasiones a los generales suecos en Biały Kamień (Paide) y cerca de Weissenstein (Condado de Järva), contra tropas más numerosas que las propias. Por su valor Chodkiewicz fue recompensado por el rey con la buława de Gran Hetman de Lituania. Sin embargo, el Parlamento de la Mancomunidad seguía sorda a sus peticiones de refuerzos, suministros y dinero para pagar a sus soldados. El sistema financiero descentralizado de la Mancomunidad (todos los impuestos debían de ser aprobados por toda la nobleza en el Sejm y por los Sejmik regionales) daba como resultado el que el tesoro estuviera casi siempre vacío. Esto debilitó a la Mancomunidad durante siglos.
Chodkiewicz, no obstante, se las apañó para continuar su guerra contra los suecos. Instituyó un nuevo estilo al guerrear basado en el uso de la caballería húsar de élite y consecuentemente los suecos fueron repetidamente derrotados una y otra vez en el campo de batalla. Primero, las tropas polacas atacaban a la caballería sueca, después de lo cual solían atacar a la desmoralizada infantería que, incapaz de huir ordenadamente, era a menudo aniquilada por formaciones enteras.
En 1605 los suecos de nuevo invirtieron grandes sumas de dinero para reunir un gran ejército. El Riksdag de los Estados gastó mucho dinero en formar nuevos destacamentos, y para ello contó con el poyo financiero del zar ruso Boris Godinov, en un intento de mantener, tanto a Suecia como a la Mancomunidad ocupadas durante el Período Tumultuoso. Los suecos fueron capaces de contratar a numerosos mercenarios, así como a muchos ingenieros de asedio de toda Europa. Una tropa compuesta por cinco mil hombres capitaneada por Anders Lennartson desembarcó en Estonia, a unas millas de Revel. Varios días después, otra expedición sueca, de unos cuatro mil soldados y encabezada por el conde Frederick Joachim Mansfeld, desembarcó cerca de la fortaleza de Dünamünde (Daugavgriva, Dynemunt), cerca de Riga, y le puso sitio, aunque sin éxito. Su misión principal era capturar esta importante ciudad, uno de los mayores puertos del Báltico.
Chodkiewicz se desplazó para ayudar a las tropas sitiadas en Riga, pero se encontró con que los suecos a su vez también habían enviado refuerzos al mando de Lennartson. Chodkiewicz decidió no enfrentarse en campo abierto y se retiró a una fortaleza. Lennartson, enterado de que el rey estaba llegando con unas cinco mil tropas de refuerzo, decidió unirse al rey en Riga y asaltar la ciudad. Chodkiewicz no logró impedir que las tropas suecas se unieran, y se trasladó de Cēsis (Kiesia) a las cercanías de Kircholm (Salacpils, Salaspils) e Iskiel (Ikskile), donde construyó un pequeño campamento fortificado. Carlos, que había llegado a Riga el 23 de septiembre, al saber las tropas de Chodkiewicz cercanas, decidió eliminarlas mediante un asalto del grueso de las tropas suecas en la zona. El 27 de septiembre el ejército sueco marchó hacia Kircholm.

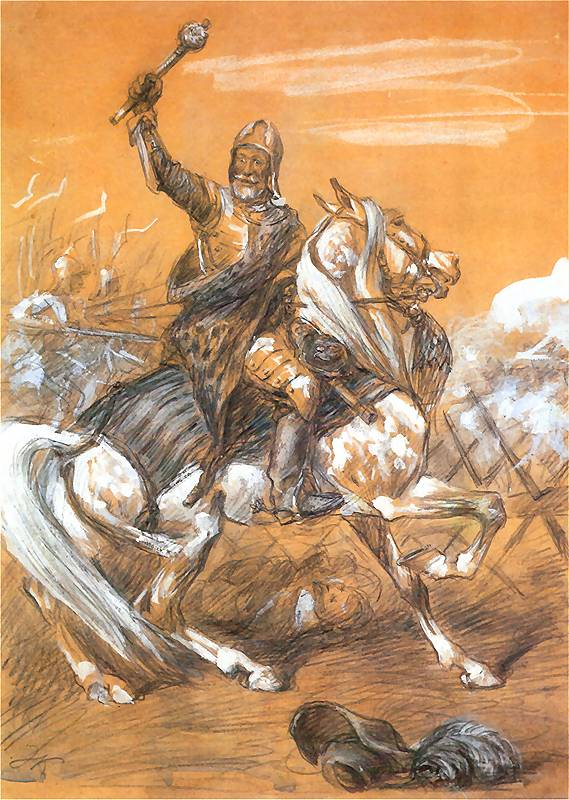
Jan Karol Chodkiewicz por Julisz Kossak.

La batalla de Kircholm (Salaspils) el 27 de septiembre de 1605, cerca del río Düna (Daugava, Dvina, Dźwina) sería el mayor triunfo de Chodkiewicz. Este, contando con un ejército menor (aproximadamente la mitad), fintó para que las fuerzas suecas abandonaran su posición. Los suecos pensaron que los lituanos, que contaban con la ayuda de un pequeño contingente polaco, se estaban retirando, por lo que avanzaron, expandiendo sus formaciones para darles caza. Esto es lo que Chodkiewicz esperaba. El ejército de la Mancomunidad hizo fuego sobre la infantería enemiga, y los húsares alados se reorganizaron y cargaron contra ella. Las líneas suecas se rompieron completamente: huyó incluso al rey, que escapó de milagro hacia su flota, anclada cerca de la costa. Así Chodkiewicz, con solo cinco mil hombres, venció a un ejército de once mil, al que infligió unas cinco mil bajas. Esto le hizo recibir felicitaciones del papa, de muchos potentados católicos europeos, del sultán del Imperio otomano e incluso del sah del Imperio persa.
Pronto esta gran victoria se mostraría infructífera absolutamente, debido a las disensiones domésticas que prevalecieron en la Mancomunidad los siguientes cinco años. El ejército de Chodkiwewicz, sin paga durante años, le abandonó en masa, para saquear las tierras de sus oponentes políticos, dejando al hetman sólo con un puñado de mercenarios pagados de su bolsillo y del de sus amigos. Con estas magras e inadecaudas fuerzas, sin embargo, fue capaz de impedir a los suecos el que consiguieran la región entera (aunque no debe de pasarse por alto la inactividad relativa de los comandantes suecos hasta 1608). Chodkiewicz, tuvo además que dividir su atención entre el rokosz de Zebrzydowski, entre 1608 y 1609, una rebelión contra Segismundo en la Mancomunidad, y una nueva invasión de Livonia por tropas suecas.
Los suecos capturaron Dünamunde, Fellin, y Kokenhausen, pero cuando llegó Chodkiewicz se volvieron las tornas. En 1609 liberó Riga y Pernau. También derrotó a la escuadra sueca en Salis. Otra vez los derrotaría en el río Gauja. Finalmente, se firmó una tregua en 1611 tras la muerte de Carlos IX, que duraría hasta 1617.

## Guerra polaco-sueca de 1620-1625
Tras haber firmado el Tratado de Stolbovo que ponía fin a la Guerra de Ingria que le enfrentaba a Rusia en 1617, los suecos, liderados por el rey Gustavo II Adolfo aclamado como el salvador de la Europa protestante, dirigieron sus miras a la Mancomunidad nuevamente. Habían conseguido reforzar sus bazas en la disputada región livona, capturando Dünamünde y Pernau en 1617.
Cuando la tregua expiró en noviembre de 1620, Gustavo Adolfo logró tomar la ciudad de Riga tras unas pocas semanas de asedio. La Mancomunidad, ocupada con una seria guerra contra los otomanos (batallas de Cecora y Jotin), fue incapaz de enviar suficientes fuerzas para detener a Gustavo Adolfo, por lo que se vio forzada a firmar una tregua favorable a Gustavo Adolfo. La Mancomunidad tuvo que ceder Livonia al norte del río Dvina (Düna), conservando un control nominal sobre Riga. Se firmó una nueva tregua en Mittau (Jelgava, Mittawa) que duraría de noviembre de 1622 a marzo de 1625.

## Guerra polaco-sueca de 1626-1629
Para finales de 1625, los suecos habían ocupado rápidamente toda Livonia y Curlandia. A principios de 1626, un ejército sueco de tres mil hombres acaudillados por Gustavo II Adolfo se enfrentó a las tropas polacas de Jan Stanisław Sapieha en dos ocasiones en la batalla de Wallhof, con desastrosos resultados para los polacos y apenas bajas para los suecos. En mayo de 1626 los suecos emprendieron la invasión de Prusia. El desembarco de Gustavo Adolfo en la costa del Ducado de Prusia cerca de Pillau con más de ocho mil soldados sorprendió a la Mancomunidad, de modo que, a pesar de los reducidos efectivos de su ejército, el rey sueco, con el apoyo del elector de Brandeburgo, fue capaz de conquistar rápidamente todas las ciudades costeras excepto la mayor, Gdańsk (Danzig). La Mancomunidad no recibió ayuda de su vasallo, el duque de Prusia. Cerca del pueblo de Gniew, entre el 22 y el 30 de septiembre de 1626, Gustavo Adolfo venció al ejército polaco que mandaba el rey Segismundo, que tuvo que retirarse y pedir refuerzos de otras partes del país.
Las fuerzas del hetman Stanisław Koniecpolski (cuatro mil doscientos jinetes de caballería ligera, mil húsares, mil infantes) se desplazaron a Prusia a marchas forzadas. Reforzadas por otras unidades, sumaban diez mil hombres para enfrentarse al ejército sueco, de unos veinte mil soldados. Usando la táctica de la guerra de maniobra, con pequeñas unidades móviles, hostigaron las líneas de comunicación del enemigo, al mando de Axel Oxenstierna, que evitó dar batalla a las concentradas fuerzas de Koniecpolski. Así, por un breve periodo de tiempo la guerra estuvo en punto muerto.
Mientras tanto, el Sejm acordó recaudar dinero para la guerra; pese a ello la situación de las fuerzas polacas era difícil. Las tropas lituanas sufrieron una seria derrota en diciembre de 1626 cerca de Kokenhusen en Livonia y se retiraron más allá del río Daugava. Los suecos planearon atacar a Koniecpolski desde dos direcciones: Oxenstierna lo haríaa desde el río Vístula y Johann Streiff von Lawentstein y Maxymilian Teuffl, desde la Pomerania en manos suecas. Las inundaciones del río Vístula malograron sus planes y permitieron a Koniecpolski interceptar a las fuerzas enemigas que venían de Pomerania.

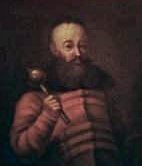
Retrato del hetman Stanisław Koniecpolski.

Koniecpolski recuperó la ciudad de Puck el 2 de abril. Durante el cruce del río Vístula cerca de Kieżmark, en las cercanías de Danzig (Gdańsk), Gustavo Adolfo chocó con las fuerzas polacas y en el enfrentamiento que se libró a continuación fue herido en el muslo y forzado a retirarse. En julio condujo a las tropas a liberar del asedio a Braniew, y a sitiar Orneta. Koniecpolski respondió con un súbito ataque, que le permitió apoderarse de Gniew. Gustavo Adolfo, según es recordado, quedó impresionado por la celeridad de la reacción de Koniecpolski. Con alrededor de siete mil ochocientos hombres (de los cuales dos mil quinientos eran de caballería y húsares), Koniecpolski intentó impedir que el ejército sueco alcanzase Danzig, enfrentándose a él cerca de Dirschau (alrededores de Tczew). El 7-8 de agosto (o el 18 de septiembre, las fechas varían según fuentes), se disputó una batalla en los pantanos de Moltawa. Los suecos querían provocar el ataque de los polacos para luego destruirlos con el fuego de la infantería y la artillería, pero Koniecpolski decidió no acometerlos. Los suecos entonces tomaron la iniciativa, cargando con la caballería, pero no consiguieron atraer a los polacos al alcance de su fuego. Los siguientes embates suecos infligieron bajas a la caballería polaca, pero no consiguieron desbaratar al ejército, cuya moral seguía alta, gracias a Koniecpolski. El combate terminó cuando Gustavo Adolfo fue herido de nuevo y los suecos se retiraron.
Después de esta batalla, Koniecpolski vio la necesidad de reformar la composición de sus tropas y acrecer la potencia de fuego de la infantería y de la artillería para poder enfrentarse con éxito a las suecas. Los suecos, por su parte, aprendieron estrategias polacas de ataque de caballería, así como cargas y técnicas de combate.
En marzo/abril de 1627 cerca de Czarne (Hamersztyn) Koniecpolski obligó a los suecos a refugiarse en la ciudad, y a rendirse tres días después, dejando atrás sus estandartes e insignias. Algunos soldados y mercenarios suecos se pasaron al bando polaco. Esta victoria también animó al Príncipe elector de Brandeburgo a declarar su apoyo a la Mancomunidad; las fuerzas lituanas reanudaron la campaña en Livonia.
La insistencia de Koniecpolski para llevar la guerra al mar resultó en que la pequeña e inexperta Armada de la Mancomunidad de Polonia-Lituania, compuesta por nueve barcos, derrotara a la escuadra sueca el 17/28 de noviembre en la batalla de Oliwa.
En 1628, las fuerzas polacas, sin fondos, se vieron obligadas a detener la ofensiva y adoptar una estrategia defensiva. Gustavo Adolfo conquistó Nowy y Brodnica. Koniecpolski contratacó usando eficientemente su reducida fuerza (mediante rápidas incursiones de la caballería combinadas con el apoyo del fuego de la infantería y la artillería, usando las fortificaciones y la ventaja del terreno). Para entonces la guerra se había convertido en una guerra de maniobras en la que ninguna de los bandos enfrentados tenía interés en presentar batalla a la otra sin contar con la ventaja del terreno o de fortificaciones.
El Sejm decidió incrementar los fondos para la guerra tras la batalla de Górzno, donde Stanisław Potocki fue derrotado. La Austria católica envió ayuda a la Mancomunidad en forma de unidades bajo el mando del mariscal de campo Jan Jerzy Arnheim. Un destacamento al mando de Albrecht von Wallenstein también cooperó con Koniecpolski en Pomerania en 1629. Sin embargo, Koniecpolski tuvo que abandonar numerosas fortalezas estratégicas en Prusia.
Koniecpolski consiguió reconquistar Puck. El choque final tuvo lugar el 27 de junio de 1629 cerca de Trzciana. Los suecos atacaron en dirección a Graudenz (Grudziądz), donde fueron detenidos, y se retiraron a Stuhm (Sztum) y Marienburg (Malbork). Koniecpolski acometió a la retaguardia al mando de Jan, conde de Ren, y la desbarató. Rechazó además el contraataque de los raitar suecos, desbandados en dirección a Pułkowice, donde Gustavo Adolfo dirigió otra acometida con dos mil jinetes, también infructuosa; las tropas suecas se salvaron merced a la intervención de las últimas unidades de reserva mandadas por el mariscal de campo Herman Wrangel. Las bajas suecas fueron copiosas, especialmente en los regimientos de caballería. Murieron en esta batalla seiscientos suecos, entre ellos el conde de Ren y el hijo de Wrangel, Jan Wilhem Reingraff, y los polacos hicieron además doscientos prisioneros. Las bajas polacas se redujeron a unos doscientos muertos y heridos.

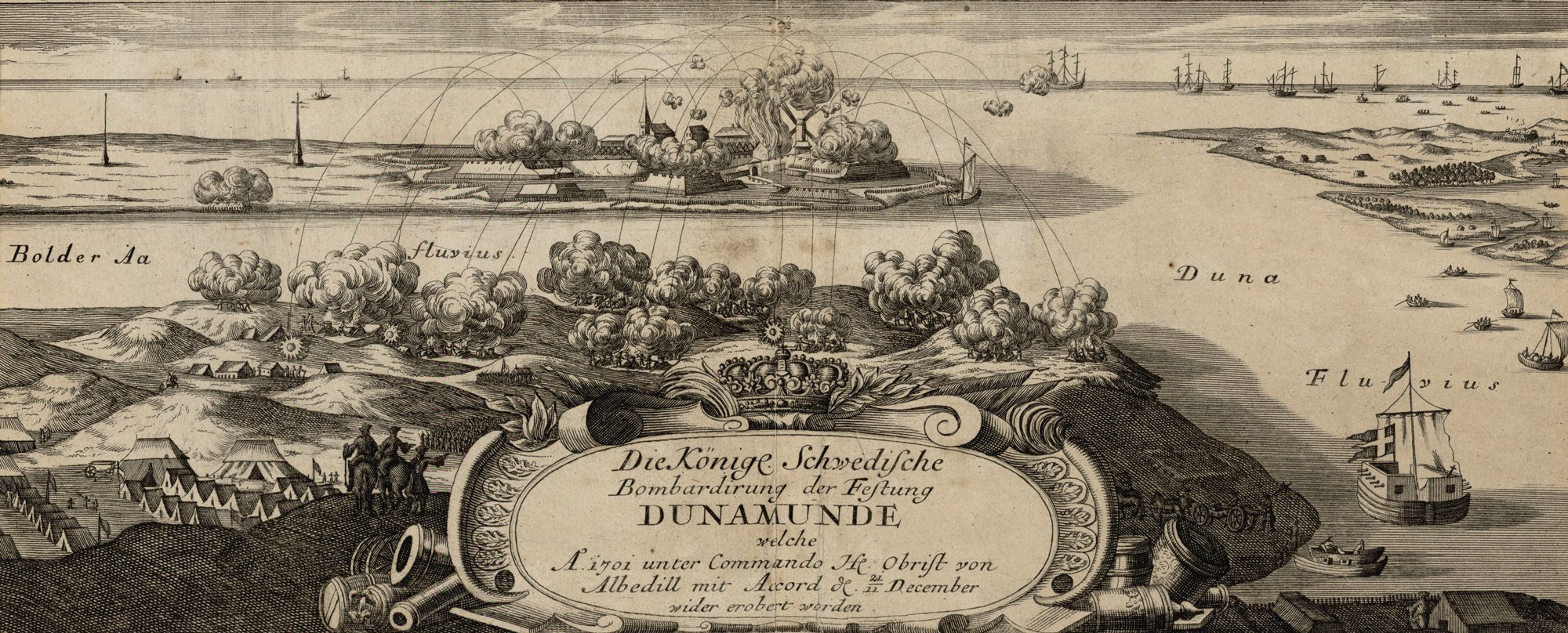
El ejército sueco bombardeando la fortaleza de Dunamunde cerca de Riga.

De todos modos esta victoria no tuvo trascendencia política o militar, ya que el 26 de octubre de 1629 se firmó un alto el fuego en Stary Targ (Tratado de Altmark), a favor de los suecos, a los que se cedió la mayor parte de Livonia con el importante puerto de Riga. Los suecos obtuvieron también el derecho de gravar el comercio polaco en el Báltico (el 3,5 % del valor de las mercancías) y conservaron asimismo muchas ciudades de la Prusia Real —incluidas Baltiysk (Pillau, Piława), Memel y Elbląg (Elbing)—; temporalmente se los reconoció como potencia dominante de la costa báltica meridional. La Mancomunidad compensó al Ducado de Prusia por la pérdida de algunas ciudades con la cesión temporal (hasta 1634) de Malbork, Sztum y Żuławy Wiślane. Los barcos restantes de la flota de la Mancomunidad pasaron a manos suecas. Los polacos conservaron, sin embargo, el importante puerto de Gdańsk.
Así, los suecos controlaban casi todos los puertos bálticos con la excepción de Danzig, Puck, Königsberg (Królewiec) y Liepāja (Libau, Libawa). Esta sería la ocasión en que los suecos estuvieron más cerca de hacer del Báltico un «lago sueco». Después del tratado, Suecia usó sus ganancias en esta guerra como punto de partida para intervenir en la guerra de los Treinta Años, emprendiendo la invasión de la Alemania septentrional.
El Tratado de Altmark sería revisado a favor de la Mancomunidad en 1635 (Tratado de Sztumska Wieś o Tratado de Stuhmsdorf), cuando Suecia, debilitada por sus pérdidas en la guerra de los Treinta Años, se retiró de algunos puertos del Báltico y dejó de recaudar el 3,5 por ciento del comercio polaco.

## El Diluvio
El Diluvio (en polaco: Potop Szwedzki, «El diluvio sueco») fue un periodo conflictivo de la historia de Polonia que comenzó en 1655 y al cual se puso fin formalmente con la paz de Oliva en 1660. Coincidió con la Segunda Guerra del Norte (1655-1660).
En 1655 el ejército sueco invadió Polonia, que se encontraba debilitada por la guerra con los cosacos y Rusia, y ocupó casi todo el país. Mientras, rusos y cosacos invadieron los territorios orientales. 
El punto de inflexión en la guerra se dio en la defensa del monasterio de Jasna Góra. Que forzo a los suecos a negociar, pero la guerra y la ocupación de casi todo el país por una inundación de tropas suecas causó grandes daños a la Mancomunidad, incluida la muerte de una parte significativa de la población debida a las hostilidades, al hambre y a las enfermedades; el saqueo de tesoros culturales polacos por el ejército sueco; y, finalmente, la pérdida de la soberanía polaca sobre Prusia. 

## Gran guerra del Norte
La gran guerra del Norte es el nombre que se da a una larga serie de conflictos en el norte y el este de Europa durante el período 1700-1721, en los que estuvo en juego la supremacía en el mar Báltico.
Se originó por la rivalidad entre Suecia, entonces dominante en el norte de Europa, y sus vecinos Rusia, Dinamarca-Noruega y la República de las Dos Naciones. Estos tres Estados, junto con Sajonia, formaron una coalición antisueca en 1700. La guerra pudo haberse hecho una con la guerra de Sucesión española en 1707, pero los suecos rechazaron las invitaciones de Francia para involucrarse en un conflicto ajeno.

## Guerra de la Cuarta Coalición
La Cuarta Coalición fue una alianza organizada contra el Imperio francés de Napoleón entre los años 1806 y 1807. Los participantes en esta coalición fueron Inglaterra, Prusia, Rusia, Sajonia y Suecia.
La mayoría de los miembros de esta coalición ya se encontraban luchando previamente contra Francia como parte de la Tercera Coalición (por ejemplo, Rusia), por lo que no hubo un periodo intermedio de paz. En 1806, a instigación de Inglaterra y gracias a los abundantes subsidios prodigados por el gabinete de Londres a la corte de Prusia, esta última se unió a la coalición temiendo el poder emergente de Francia tras la derrota austríaca. Prusia y Rusia se movilizaron para una nueva campaña, y las tropas prusianas se concentraron en Sajonia.
Napoleón contraatacó, derrotando a los prusianos de forma decisiva en la batalla de Jena-Auerstädt, en octubre de 1806. Las fuerzas francesas de Napoleón ocuparon entonces Prusia, capturando Berlín el 25 de octubre de 1806, y marchando sobre el este de Prusia y la frontera rusa, donde tuvieron un encuentro con las tropas rusas en la batalla de Eylau, en febrero de 1807, y donde el avance de Napoleón fue detenido brevemente.